# The Voice Afrique francophone
 (septembre 2017).
Si vous disposez d'ouvrages ou d'articles de référence ou si vous connaissez des sites web de qualité traitant du thème abordé ici, merci de compléter l'article en donnant les références utiles à sa vérifiabilité et en les liant à la section « Notes et références ».
Pour les articles homonymes, voir The Voice.
The Voice Afrique francophone est la version africaine francophone de l'émission de télé-crochet The Voice.

## Principe
L'émission voit défiler plusieurs candidats qui commencent leur parcours par les auditions à l'aveugle pour choisir un coach (membre du jury) qui l'aidera à, s'il en a l'occasion, gagner la saison. Le candidat devra affronter ses adversaires dans l'équipe du même coach lors de battles et d'épreuves ultimes pour arriver aux GrandShows (prime en direct) où le public donne son avis sur les prestations en direct.

## Participants
| Saisons           | Saisons | Saisons | Saisons | Saisons |
| Coach             | 1       | 2       | 3       |         |
| ----------------- | ------- | ------- | ------- | ------- |
| Charlotte Dipanda |         |         |         |         |
| A'salfo           |         |         |         |         |
| Lokua Kanza       |         |         |         |         |
| Singuila          |         |         |         |         |
| Nayanka Bell      |         |         |         |         |
| Hiro              |         |         |         |         |

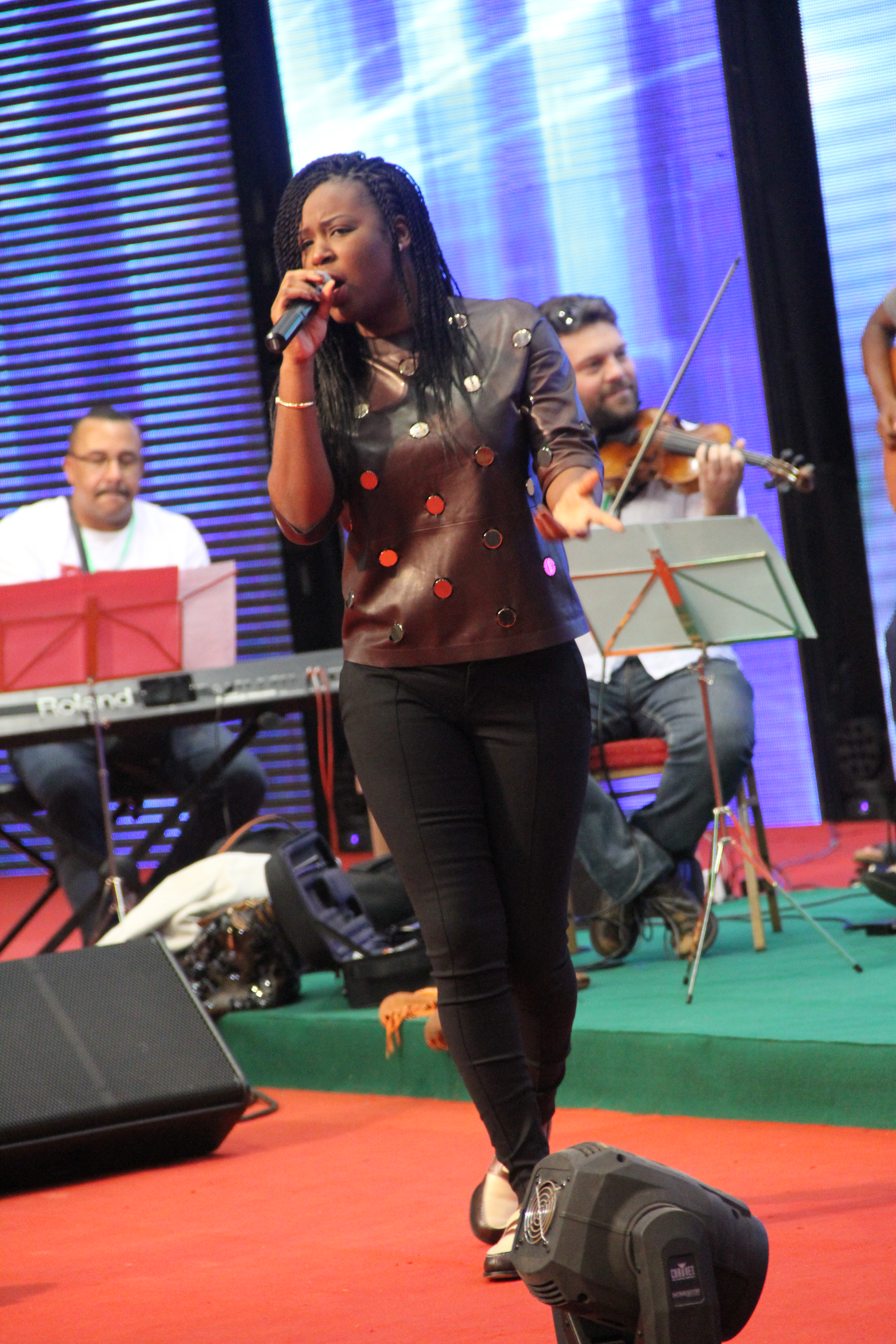
Charlotte Dipanda
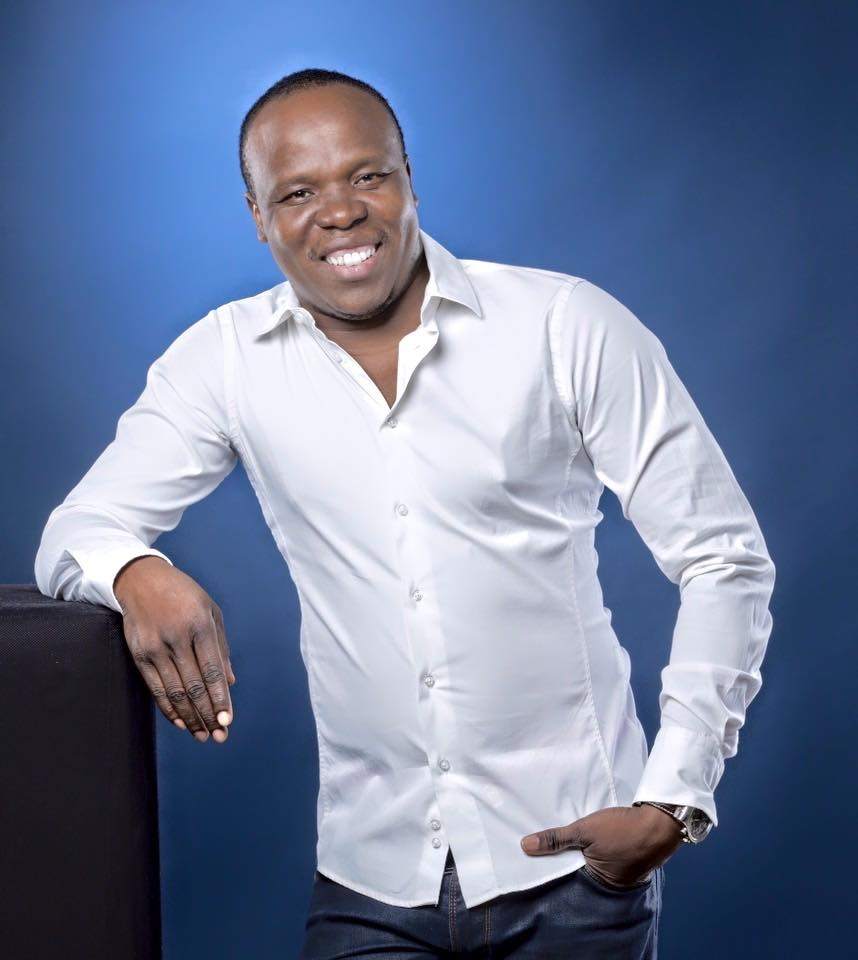
A'salfo
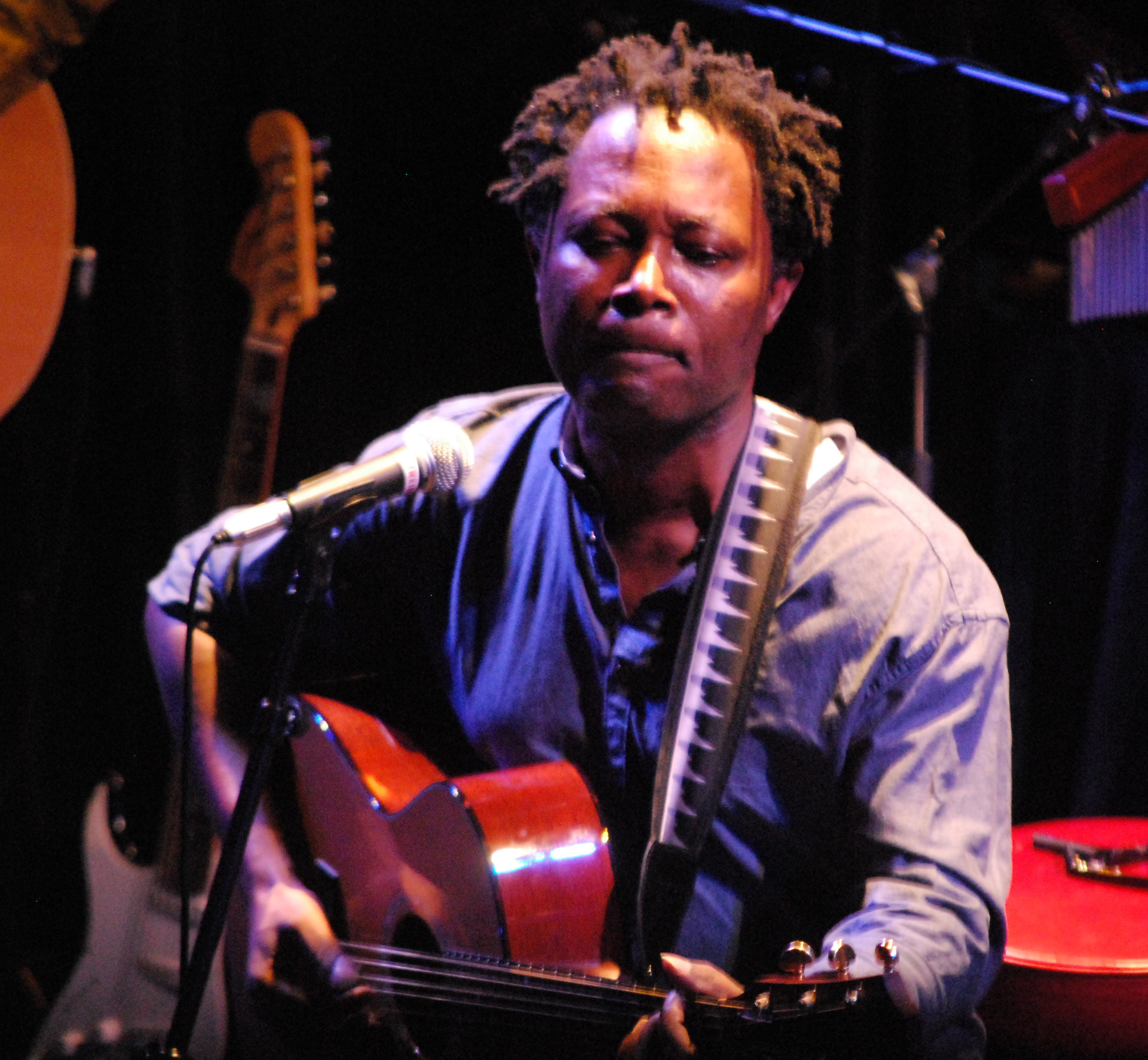
Lokua Kanza
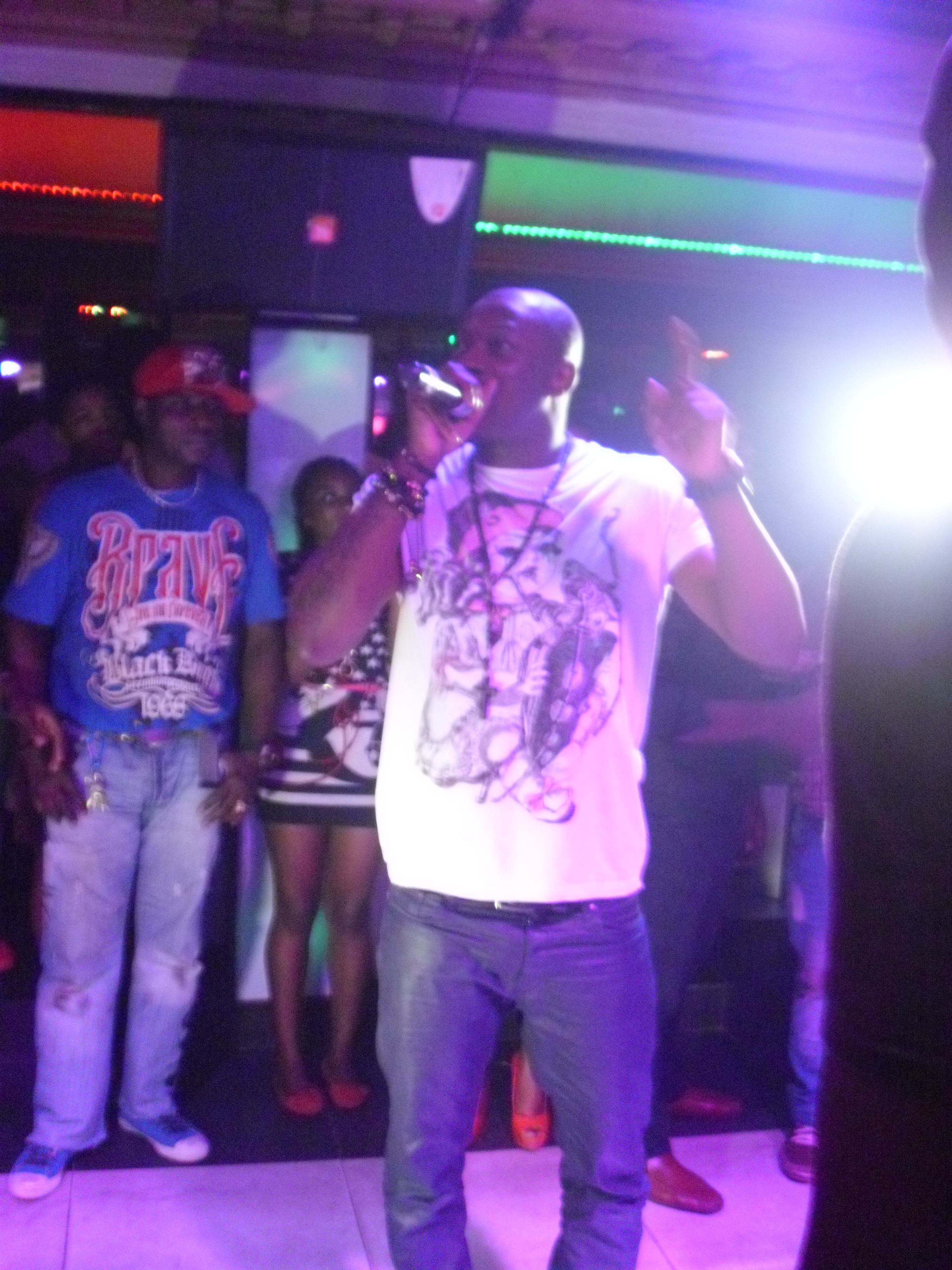
Singuila

### Résumé des saisons
- Équipe A'salfo
- Équipe Charlotte
- Équipe Lokua
- Équipe Singuila

- Équipe Hiro
- Équipe Nayanka

| Saison | Chaîne    | Première        | Finale          | Vainqueur       | Deuxième | Troisième  | Autres finalistes | Coach gagnant     | Présentateurs | Ordre des chaises des coachs | Ordre des chaises des coachs | Ordre des chaises des coachs | Ordre des chaises des coachs |
| Saison | Chaîne    | Première        | Finale          | Vainqueur       | Deuxième | Troisième  | Autres finalistes | Coach gagnant     | Présentateurs | 1                            | 2                            | 3                            | 4                            |
| ------ | --------- | --------------- | --------------- | --------------- | -------- | ---------- | ----------------- | ----------------- | ------------- | ---------------------------- | ---------------------------- | ---------------------------- | ---------------------------- |
| 1      | VoxAfrica | 15 octobre 2016 | 4 février 2017  | Pamela Baketana | Verushka | Marie-Love | Samson Nobou      | Lokua Kanza       | Claudy Siar   | Lokua                        | Charlotte                    | A'salfo                      | Singuila                     |
| 2      | VoxAfrica | 14 octobre 2017 | 27 janvier 2018 | Victoire Biaku  | Ful      | René       | Dadiposlim        | Charlotte Dipanda | Claudy Siar   | Lokua                        | Charlotte                    | A'salfo                      | Singuila                     |
| 3      | VoxAfrica | 15 février 2020 | 1er mai 2021    | Lady Shine      | Gyovanni | Carina Sen | Foganne Atsou     | Nayanka           | Claudy Siar   | Lokua                        | Charlotte                    | Nayanka                      | Hiro                         |

Lors de la saison 2, Charlotte Dipanda et A'salfo ont été remplacés respectivement par Josey et Youssoupha pour la partie des "Directs". Lors de la saison 3, Youssoupha est appelé, pour remplacer la chanteuse Nayanka Bell, à partir des étapes des "Directs".